# Retts syndrom
Retts syndrom (RTT) er en sjælden neurologisk udviklingsdefekt, som rammer omkring 1 ud af 10.000 levendefødte piger og omkring 1 ud af 1.000.000 levendefødte drenge. Forløbet er karakteriseret ved tilsyneladende normal udvikling det første leveår, efterfulgt af en periode med tab af færdigheder og derefter stabilisering af tilstanden. De første tegn på sygdommen viser sig typisk ved en alder på 6-18 måneder, men diagnosen stilles sjældent før 2-årsalderen. Diagnosealderen er dog faldende, fordi genetiske undersøgelser er blevet mere tilgængelige de senere år. Klassiske symptomer er tab af verbalt sprog, tab af formålstjenstlig brug af hænderne, samt udvikling af karakteristiske håndstereotypier. De fleste mister også gangfunktionen. Hyppige følgetilstande er epilepsi, skoliose, nedsat vækst, søvnforstyrrelser, vejrtrækningsforstyrrelser, mave-tarmlidelser, samt forstyrrelser i det autonome nervesystem. 
I Danmark diagnosticeres 2-3 nye tilfælde om året og der var ved udgangen af 2012 kendskab til 104 levende danskere med diagnosen. De fleste personer med RTT når voksenalderen. I perioden 1996-2011 blev i Danmark registreret 15 dødsfald hos personer med MECP2-mutation, hvor medianalderen ved død var 27 år.

## Årsag
Sygdommen skyldes i langt de fleste tilfælde en mutation i MECP2-genet, som ligger på X-kromosomet. I omkring 99,5 % af tilfældene er der tale om en nyopstået mutation, dvs. at sygdommen ikke er arvet fra forældrene. De resterende tilfælde kan bl.a. skyldes gonademosaicisme hos en forælder, eller ekstremt skæv lyonisering hos en asymptomatisk mor som bærer mutationen, og i disse tilfælde vil der være risiko for sygdom hos efterfølgende børn af samme forældrepar. De få drenge med sygdommen er ofte hårdt ramt, hvilket formentlig skyldes at de kun har ét X-kromosom. Dette kan også forklare sygdommens sjældenhed hos drenge, idet de fleste dør inden fødslen. Mutationer i CDKL5- og FOXG1-generne kan også give anledning til klinisk Retts Syndrom, men er i princippet særskilte sygdomme.

## Behandling
Der er ingen kendt kurativ behandling af RTT. Behandling er baseret på symptomlindring samt behandling af følgetilstande. Træning, fysioterapi og hjælpemidler spiller en central rolle. Der forskes i udvikling af genterapi.

## Diagnosekriterier
Diagnosekriterierne er baseret på det kliniske billede og defineret før man kendte den genetiske baggrund for sygdommen.
Klassisk RTT er karakteriseret ved: 1) En periode med tilbagegang fulgt af bedring eller stabilisering, 2) Alle 4 hovedkriterier opfyldt, 3) Ingen eksklusionskriterier opfyldt.
Atypisk RTT er karakteriseret ved: 1) En periode med tilbagegang fulgt af bedring eller stabilisering, 2) Mindst 2 hovedkriterier og mindst 5 støttekriterier opfyldt, 3) Ingen eksklusionskriterier opfyldt.
Hovedkriterier:
- Helt eller delvist tab af erhvervede formålstjenlige håndfærdigheder.
- Helt eller delvist tab af erhvervet talesprog.
- Unormal gang: Gangforstyrrelse eller manglende gangevne.
- Stereotype håndbevægelser i form af håndvriden/klemmen, klappen, banken, hænder i mund eller vaskende/gnidende automatismer.

Støttekriterier:
- Vejrtrækningsforstyrrelser i vågen tilstand
- Tænderskæren i vågen tilstand
- Forstyrret søvnmønster
- Abnorm muskeltonus
- Perifere vasomotoriske forstyrrelser
- Skoliose/kyfose
- Væksthæmning
- Små og kolde hænder og fødder
- Umotiverede latter/skigeture
- Nedsat smerterespons
- Intens øjenkommunikation

Eksklusionskriterier:
- Hjerneskade som følge af traume (omkring eller efter fødslen), neurometabolisk sygdom, eller svær infektion, der medfører neurologiske problemer.
- Svær unormal psykomotorisk udvikling i de første 6 levemåneder

## Historie
Retts syndrom er opkaldt efter den østrigske læge Andreas Rett (1924-97), der havde iagttaget en påfaldende lighed mellem symptomer blandt flere af sine patienter. I 1966 beskrev han som den første den sygdom, der senere blev opkaldt efter ham. I Sverige havde lægen Bengt Hagberg i 1960'erne også været opmærksom på sygdommen, men først da han sammen med kolleger fra Frankrig og Portugal i 1983 offentliggjorde en artikel i et engelsksproget tidsskrift om neurologi, begyndte man at diagnosticere og forske i RTT i alle verdensdele. De første diagnosekriterier blev fastlagt ved et møde hos Andreas Rett i Wien, offentliggjort i 1984 og senere revideret i 1988.
Professor Adrian Bird og kolleger beskrev MeCP2-proteinet (som kodes af MECP2-genet) i 1992. Professor Huda Zoghbis forskningsgruppe beskrev MECP2 som den genetiske årsag til RTT i 1999. Bird og Zoghbi delte i 2020 Lundbeck-fondens The Brain Prize på 10 mio. danske kroner for deres bidrag til forståelsen af RTT.

## Eksterne links
- Den engelsksprogede Rett organisations hjemmeside
- Den dansksprogede Rett organisations hjemmeside